# Gewog di Korphu
Il gewog di Korphu è uno dei cinque raggruppamenti di villaggi del distretto di Trongsa, nella regione Meridionale, in Bhutan.